# Hans William Bentinck, 1. hrabia Portland
Hans William Bentinck, 1. hrabia Portland, heer van Drimmelen en Rhoon (ur. 1649, zm. 1709) – arystokrata holenderski z prowincji Overijssel, holenderski polityk i dyplomata.

## Życiorys
Jego karierę wspierał Wilhelm III Orański, który jako król Anglii od roku 1689 nadał mu tytuł hrabiego Portland.
Na stanach Generalnych przewodził holenderskiej szlachcie ( Ridderschap). W roku 1698 był ambasadorem nadzwyczajnym we Francji (extraordinaris ambassadeur).
Od 1691 generał lejtnant kawalerii. Z czynnej służby państwowej wycofał się w 1702 roku.
Jego synem z drugiego małżeństwa był Hrabia Willem Bentinck (1704-1774). 